# Santa Magdalena de Pulpis

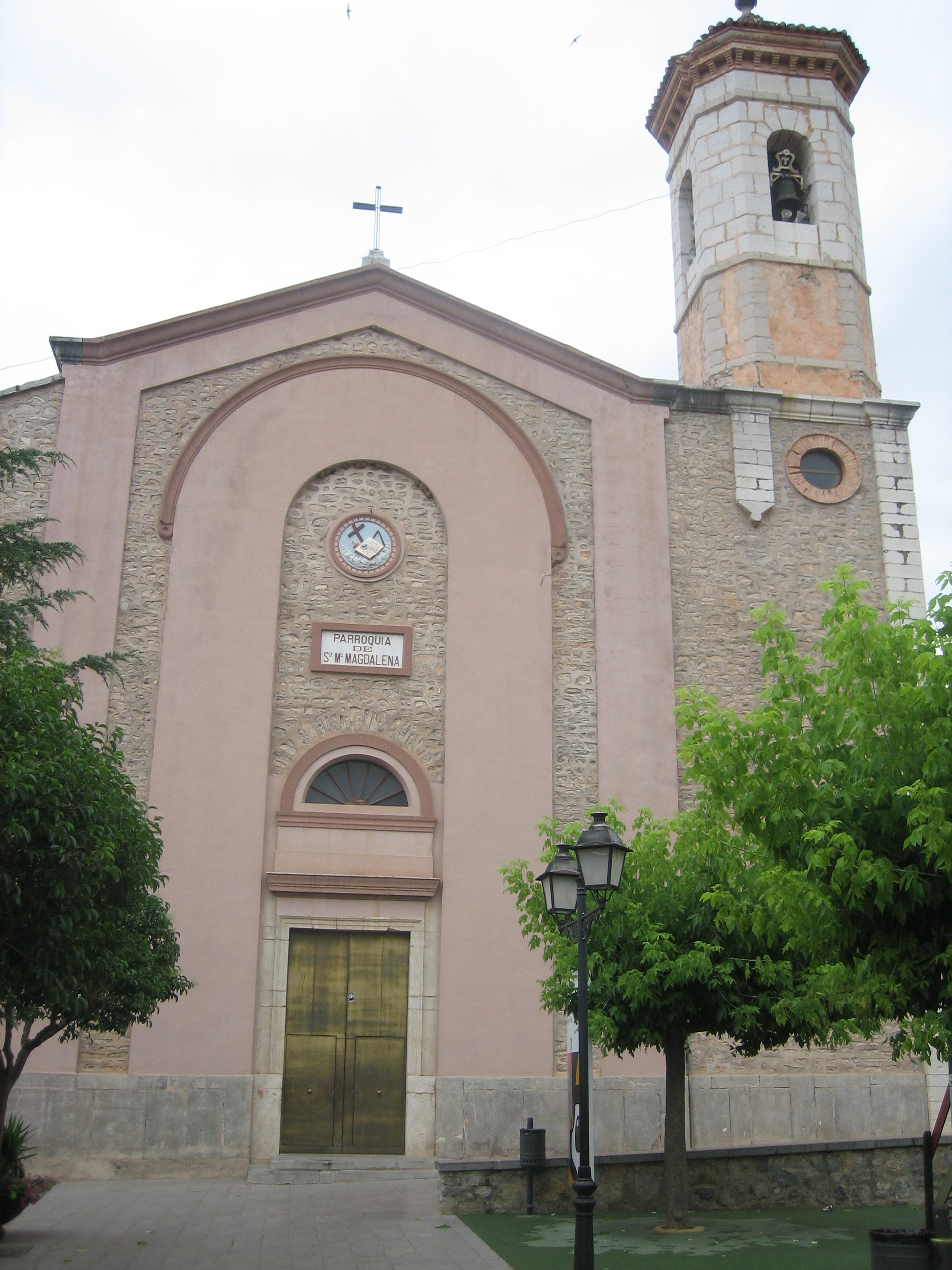
Kerk van Santa Magdalena de Pulpis

Santa Magdalena de Pulpis is een gemeente in de Spaanse provincie Castellón in de regio Valencia met een oppervlakte van 66 km². Santa Magdalena de Pulpis telt 791 inwoners (1 januari 2016).

## Demografische ontwikkeling
Bron: INE, 1857-2011: volkstellingen
Opm.: Tot 1857 behoorde Santa Magdalena de Pulpis tot de gemeente Alcalà de Xivert
Aín · Albocàsser · Alcalà de Xivert · L'Alcora · Alcudia de Veo · Alfondeguilla · Algimia de Almonacid · Almassora · Almedíjar · Almenara · Alquerías del Niño Perdido / Les Alqueries · Altura · Arañuel · Ares del Maestrat · Argelita · Artana · Atzeneta del Maestrat · Ayódar · Azuébar · Barracas · Bejís · Benafer · Benafigos · Benassal · Benicarló · Benicasim / Benicàssim · Benlloc · Betxí · Borriol · Burriana / Borriana · Cabanes · Càlig · Canet lo Roig · Castell de Cabres · Castellfort · Castellnovo · Castelló de la Plana · Castillo de Villamalefa · Catí · Caudiel · Cervera del Maestre · Chilches / Xilxes · Chodos / Xodos · Chóvar · Cinctorres · Cirat · Cortes de Arenoso · Costur · Les Coves de Vinromà · Culla · Eslida · Espadilla · Fanzara · Figueroles · Forcall · Fuente la Reina · Fuentes de Ayódar · Gaibiel · Geldo · Herbers · Higueras · La Jana · Jérica · La Llosa · Lucena del Cid / Llucena · Ludiente · La Mata de Morella · Matet · Moncofa · Montán · Montanejos · Morella · Navajas · Nules · Olocau del Rey · Onda · Oropesa del Mar / Orpesa · Palanques · Pavías · Peñíscola / Peníscola · Pina de Montalgrao · La Pobla de Benifassà · La Pobla Tornesa · Portell de Morella · Puebla de Arenoso · Ribesalbes · Rossell · Sacañet · La Salzadella · San Jorge / Sant Jordi · San Rafael del Río · Sant Joan de Moró · Sant Mateu · Santa Magdalena de Pulpis · Segorbe · La Serratella · Sierra Engarcerán · Soneja · Sot de Ferrer · Sueras / Suera · Tales · Teresa · Tírig · Todolella · Toga · Torás · El Toro · Torralba del Pinar · La Torre d'En Besora · La Torre d'en Doménec · Torreblanca · Torrechiva · Traiguera · Useras / Les Useres · Vall d'Alba · La Vall d'Uixó · Vall de Almonacid · Vallat · Vallibona · Vila-real · Vilafamés · Villafranca del Cid / Vilafranca · Vilanova d'Alcolea · Vilar de Canes · La Vilavella · Villahermosa del Río · Villamalur · Villanueva de Viver · Villores · Vinaròs · Vistabella del Maestrat · Viver · Xert · Zorita del Maestrazgo · Zucaina